# Japanese Tears
Japanese Tears ist das dritte Studioalbum von Denny Laine, der zur Zeit der Aufnahmen Mitglied der Gruppe Wings war. Es wurde am 6. Dezember 1980 in Großbritannien veröffentlicht. In Deutschland wurde das Album unter dem Titel Go Now im Dezember 1980 veröffentlicht.

## Entstehung
Nach der Veröffentlichung des Albums Back to the Egg bereiteten die Wings ihre Welttournee vor, die dann vom 23. November bis zum 17. Dezember 1979 mit einer Großbritannientournee mit 19 Konzerten begann. Es sollte die letzte Tournee der Wings sein. Eine Tournee durch Japan kam im Januar 1980 nicht zustande, weil Paul McCartney bei der Einreise wegen Haschischbesitzes verhaftet wurde. Auf dem Rückflug von Japan nach Europa komponierte Laine das Lied Japanese Tears, das seine Meinung zu dem Vorfall widerspiegelt.
Im ersten Halbjahr 1980 nahm Denny Laine mit dem Wings-Schlagzeuger Steve Holley sowie weiteren Studiomusikern elf Lieder auf. Zwei der Lieder wurden live während Wings-Tourneen gespielt und von Denny Laine gesungen: Say You Don't Mind wurde während der 1972/73er Tourneen gespielt, Go Now, ein Hit der Gruppe The Moody Blues, wurde während der 1973er, 1975/76er und der 1979er Tournee gespielt. Eine Veröffentlichung der Wings erfolgte auf dem 1976er Livealbum Wings over America.
Weiterhin verwendete Denny Laine drei bisher unveröffentlichte Wings-Lieder:
- Das Lied I Would Only Smile, aufgenommen am 22. März 1972, sollte ursprünglich auf dem geplanten Wings-Doppelalbum Red Rose Speedway erscheinen, da die Schallplattenfirma mit der Idee, ein Doppelalbum zu veröffentlichen, nicht einverstanden war, verzichtete man auf einige Lieder, unter anderem auf I Would Only Smile. Erst im Dezember 2018 wurde das Lied auf der Deluxe Edition von Red Rose Speedway erneut veröffentlicht.
- Am 6. Juni 1974 flogen die Wings nach Nashville, Tennessee in die USA. In den Sound Shop Studios in Nashville wurden zwischen Juni und Juli 1974 neben Junior’s Farm und Sally G, die im Oktober 1974 als Single herauskamen, auch Send Me the Heart, eine Laine/McCartney-Komposition, aufgenommen.
- Vom 28. Mai bis zum 6. Juni 1979 waren die Wings zu Musikvideoaufnahmen im Lympne Castle, wo sie auch das Lied Weep for Love aufnahmen.

Im Mai 1980 erschien McCartney II, ein Soloalbum von Paul McCartney. Im Juli, August und Oktober 1980 bereiteten die Wings ihr neues Studioalbum vor, das aber nicht fertiggestellt wurde. Im Februar 1981 verließen Steve Holley und Laurence Juber die Wings; lediglich Denny Laine arbeitete bis März 1981 an dem jetzt neuen Paul-McCartney-Album Tug of War. Im März/April 1981 wurde auch die Zusammenarbeit mit Denny Laine beendet, worauf dann am 27. April 1981 das Ende der Band Wings offiziell bekanntgegeben wurde.
Denny Laine war am 3. August 1971 Gründungsmitglied der Gruppe Wings und somit neben Paul & Linda McCartney das einzige konstante Mitglied der Gruppe.

## Covergestaltung
Das Cover zeigt auf der Vorderseite ein Foto von Denny Laine und seiner damaligen Ehefrau Jo Jo Laine. Die Rückseite zeigt neun Fotos von Laine, acht mit seiner Ehefrau. Die Fotos stammen von Dezo Hoffman, das Coverkonzept von Jo Jo Laine.
Die deutsche Version Go Now hatte eine komplett eigenständige Covergestaltung.

## Titelliste
Die Lieder wurden, mit Ausnahme von Send Me the Heart und Go Now von Denny Laine geschrieben.
Seite 1
1. Japanese Tears – 4:43
2. Danger Zone – 3:06
3. Clock on the Wall – 4:41
4. Send Me the Heart (Denny Laine / Paul McCartney) – 3:35
5. Go Now (Larry Banks / Milton Bennett) – 3:15
6. Same Mistakes – 3:41
7. Silver – 4:05

Seite 2
1. Say You Don't Mind – 3:08
2. Somebody Ought to Know the Way – 3:15
3. Lovers Light – 3:01
4. Guess I'm Only Fooling – 2:30
5. Nothing to Go By – 3:07
6. I Would Only Smile – 3:18
7. Weep for Love – 4:32

## Wiederveröffentlichung
Das Album wurde in den Folgejahren unter verschiedenen Titeln, bei unterschiedlichen Tonträger firmen, wiederveröffentlicht. Folgend eine Auswahl:
- 1982: Denny Laine, Paul McCartney & Friends (Südamerika)[4]
- 1984: In Flight (Großbritannien)[5]
- 1985: Weep for Love (Großbritannien)[6]
- 1995: Danger Zone (Großbritannien)[7]
- 2005: Send Me the Heart (Niederlande)[8]
- 2012: Lovers Light (Deutschland)[9]

## Single-Auskopplungen

### Japanese Tears
Am 13. Juni 1980 erschien in Großbritannien die Single Japanese Tears / Guess I'm Only Fooling, sie konnte sich nicht in den Charts platzieren.
Die Single wurde noch in weiteren Ländern veröffentlicht.

### Go Now
Am 22. August 1980 erschien in Großbritannien die Single Go Now / Say You Don't Mind, sie konnte sich nicht in den Charts platzieren.
Die Single wurde auch in Deutschland veröffentlicht. In Frankreich wurde die Single mit der B-Seite Weep for Love und in Australien mit der B-Seite Nothing to Go By veröffentlicht.

### Weitere Single
In Mexiko wurde 1981 die Single Send Me the Heart / Clock on the Wall unter der Interpretenbezeichnung Denny Laine/Paul McCartney veröffentlicht.

## Chartplatzierungen
Das Album konnte sich nicht in den Charts platzieren.